# Гончариха (Старосинявский район)
Гончариха (укр. Гончариха) — село в Старосинявском районе Хмельницкой области Украины.
Население по переписи 2001 года составляло 184 человека. Почтовый индекс — 31430. Телефонный код — 3850. Занимает площадь 1,194 км². Код КОАТУУ — 6824485002.

## Местный совет
31430, Хмельницкая обл., Старосинявский р-н, с. Паплинцы